# 4022 Nonna
4022 Nonna (1981 TL4) là một tiểu hành tinh vành đai chính được phát hiện ngày 8 tháng 10 năm 1981 bởi Lyudmila Chernykh ở Đài vật lý thiên văn Crimean. Nó được đặt theo tên a Russian actress Nonna Mordyukova.